# 게오르기 셴니코프
게오르기 미하일로비치 스체니코프(러시아어: Георгий Михайлович Щенников, 1991년 4월 27일, USSR 모스크바 ~ )는 러시아의 축구 선수로 활약하고 있다.